# Vikings du Minnesota
Stade
Maillots
Champion NFL 1969
Les Vikings du Minnesota (Minnesota Vikings en anglais) sont une franchise de la National Football League (NFL) basée à Minneapolis. Elle évolue actuellement dans la Division Nord de la National Football Conference (NFC).
Elle rejoint la NFL comme franchise d’expansion le 28 janvier 1960 et dispute sa première saison en 1961.
Depuis la saison 2016, elle dispute ses matchs dans l'US Bank Stadium, nouveau stade qui, par son design et sa forme, fait référence aux drakars des vikings. Elle évoluait auparavant au Hubert H. Humphrey Metrodome lequel est démoli en 2014.
Les Vikings ont remporté le championnat de la National Football League en 1969, avant la fusion de cette ligue avec l'American Football League (AFL).
Depuis, la franchise a disputé quatre Super Bowls sans en remporter un.
Le nom de Vikings invoque la Pierre runique de Kensington datée du XIVe siècle qui prouverait que les Vikings auraient atteint le Minnesota pour s'y installer.
La franchise fut la propriété de Red McCombs entre 1998 et 2005. C'est Zygi Wilf qui lui a succédé.

## Histoire

### 1920-1960: le football américain dans les villes jumelles
C'est dans les années 1920 que le football américain débute dans la région comprenant les villes jumelles de Minneapolis et de Saint-Paul, grâce à l'équipe des Marines de Minneapolis qui intègre l'American Professional Football Association (future National Football League). L'équipe n'existe que le temps de quelques saisons avant de disparaître en 1924.
Malgré une brève résurrection en 1929 pour une période de deux ans, il faut attendre les années 1960 pour que le football américain ne revienne dans la région.

### Origines
En août 1959, trois hommes d'affaires (Bill Boyer, de H P Skoglun et de Max Winter) se voient offrir la possibilité de fonder une franchise au sein de l'American Football League (AFL). Le trio est rejoint par Bernard H. Ridder Jr. Ils refusent l'offre de l'AFL mais se voient proposer la création d'une 14e équipe en NFL.
Le quatuor accueille un 5e membre en la personne d'Ole Haugsrud. Ce dernier, après la revente de l'équipe des Duluth Eskimos dans les années 1920 à la NFL, avait obtenu un accord de la NFL qui lui accorderait 10 % d'une future franchise basée dans le Minnesota.

### 1960 - 1967: Les débuts
Le poste de Président de la franchise est occupé de 1960 à 1963 par Bill Boyer, un homme d'affaires de Minneapolis. Joe Thomas et Bert Rose sont engagés respectivement comme recruteur principal et directeur général.
Le 6 août 1960, un article paru dans la Tribune de Minneapolis rapporte que l'équipe utilisera dans son nom le terme « Minnesota » et non « Minneapolis-St Paul ». Ce changement de nom est en partie dû à la rivalité qui anime les deux villes jumelles. L’article mentionne également les surnoms des pré sélectionnés : « Chippewas », « Miners », « Vikings » et « Voyageurs ». Le 27 septembre 1960, le nom de la franchise est officialisé. En hommage à la forte présence de la culture scandinave présente dans l'État dont la présence de la pierre runique de Kensington, l’équipe est dénommée Minnesota Vikings (les Vikings du Minnesota en français). Le logo des Vikings ainsi que le design des premiers uniformes sont dessinés par Karl Hubenthal.
Dès sa création, la franchise adopte une campagne marketing qui se montre convaincante puisque 26 000 abonnements sont vendus ce qui correspond à un taux de remplissage de 85 % du Metropolitan Stadium. Celui-ci va voir sa capacité passer de 40 800 sièges à 47 900.
Le 18 janvier 1961, Norm Van Brocklin est nommé entraîneur principal, Bud Grant, entraîneur des Blue Bombers de Winnipeg, ayant refusé la place.
Le premier match des Vikings est un match de gala contre les Cowboys de Dallas. Il est organisé le 5 août 1961 au Howard Wood Field à Sioux Falls dans le Dakota du Sud devant un peu moins de 5 000 personnes. Les Vikings perdent leur tout premier match 38 à 13.
À l'occasion de leur tout premier match de saison régulière, les Vikings battent 37 à 13 les Bears de Chicago, futurs rivaux de division. Le quarterback rookie Fran Tarkenton remplaçant le titulaire George Shaw se démarque en lançant quatre passes transformées en touchdowns. Il inscrit de surcroît un touchdown à la course. Ce sera l’une des trois seules victoires de la première saison. À partir de la semaine suivante, ils perdent en effet sept matchs de suite et finissent la saison avec un bilan de 3 victoires pour 11 défaites. La seconde saison sera la première et seule saison où les Vikings ne passeront pas la barre des trois victoires en bilan de saison.
Le 11 septembre 1964, Jim Finks (en), alors directeur général des Stampeders de Calgary, remplace Bert Rose lequel est démissionnaire depuis le 1er juin de la même année. La saison 1964 est la première à se terminer avec un bilan positif (8-5 et 1 nul). Elle est également riche en fait divers. Lors du match contre les 49ers de San Francisco, DE Jim Marshall récupère le ballon à l'occasion d'un fumble adverse. Il se précipite vers l'end zone et pense avoir inscrit un touchdown défensif. Il réalise ensuite que dans la confusion de l'action, il a couru dans la mauvaise direction, inscrivant un safety et donnant 2 points aux 49ers. Cette saison est aussi la première où le maillot à domicile est blanc, le pantalon étant mauve. Cela pose un problème lors de la réception des Lions de Détroit lesquels ont effectué le déplacement uniquement avec leurs maillots blancs. Le match débute avec les deux équipes revêtues de maillots blancs mais l'équipe locale finit par enfiler un maillot mauve dans le second quart-temps. C'est la première fois de l'histoire de la franchise que les Vikings jouent avec un équipement entièrement mauve.

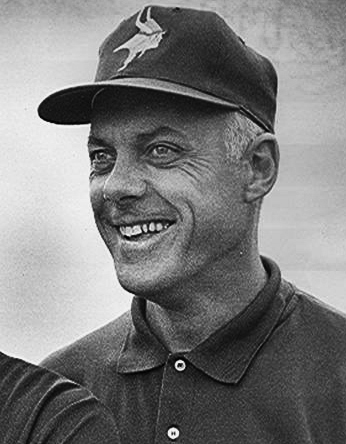
Bud Grant, 1968.

En 1965, Max Winter succède à Bill Boyer au poste de président de la franchise. Les Vikings jouent leur premier match un samedi soir en prime time contre les Giants de New York le 9 octobre 1965 au Metropolitan Stadium. En novembre, alors que la défaite contre les Colts de Baltimore prive les Vikings d'une première participation aux séries éliminatoires, Van Brocklin démissionne mais se ravise le lendemain. Il signe deux mois plus tard une extension de contrat le liant avec l'équipe jusqu'à la saison 1970. Néanmoins, le 11 février 1967, il annonce qu’il a perdu le contrôle de son équipe et démissionne définitivement. Les Vikings proposent à Bud Grant de prendre la place d'entraîneur principal, proposition qu'il accepte le 10 mars 1967.

### 1967-1985: L'Ère Bud Grant
Le 7 mars 1967, QB Fran Tarketon est transféré aux Giants de New York et le QB Joe Kapp arrive de la LCF pour prendre sa place.

Les débuts sont compliqués puisque les Vikings terminent la première saison 4e de leur division en 1967. Ils retrouvent les séries éliminatoires en 1968 et accèdent au premier Super Bowl de l'histoire de la franchise en 1969. Les Vikings sont défaits par les Chiefs de Kansas City (alors champion de l'AFL) lors du Super Bowl IV sur un score de 23 à 7. QB Joe Kapp est désigné meilleur joueur de la franchise 1969 mais refuse la récompense déclarant : 
« There is not one most valuable Viking... there are 40 most valuable Vikings ! »
À la suite de la fusion entre la NFL et AFL en 1970, les Vikings se retrouvent dans la Division Centrale de la NFC.
Durant l'inter saison 1970, le QB Joe Kapp est échangé aux Patriots de la Nouvelle-Angleterre (alors appelé Patriots de Boston) où il finira sa carrière en fin de saison. Son remplaçant, QB Gary Cuozzo, est auteur de prestations médiocres. Alors que l'attaque des Vikings ne se démarque pas, la défense est remarquable. Les Purple Peoples Eaters, termes désignant les DT Alan Page et Gary Larsen et les DE Carl Eller et Jim Marshall, sont décisifs lors des matchs. Le DE Alan Carter devient, en fin de saison, le tout premier défenseur à décrocher la récompense du meilleur joueur de la NFL.
Malgré tout, les Vikings n'arrivent pas à s'imposer en séries éliminatoires, s'inclinant chaque fois au premier tour. Bud Grant choisi de rappeler QB Fran Tarkenton et d'échanger Cuozzo lors de l'intersaison 1973 pour améliorer le jeu à la passe. Il sélectionne le RB Chuck Foreman à la Draft de 1973 pour le jeu à la course. Ces deux choix se relèvent judicieux. Les vikings remportent le titre de champion de la NFC Central de 1973 à 1978. En l'espace de 4 ans, ils accèdent à trois reprises au Super Bowl mais sont d'abord battus par les Dolphins de Miami au Super Bowl VIII, par les Steelers de Pittsburgh au Super Bowl IX et par les Raiders au Super Bowl XI.
L'équipe est vieillissante. QB Tarkenton prend sa retraite en 1978 ainsi que le dernier des Purple People Eaters Jim Marshall en 1979.
De 1979 à 1983, la franchise ne remporte qu'un seul titre de division et ne se qualifie qu'à deux reprises aux séries éliminatoires qui se soldent par deux défaites dès le premier tour.
La Franchise déménage vers le Metrodome en 1981 après 20 années passées au Met Stadium où les matchs étaient joués sous un froid glacial. Les Vikings jouent désormais dans un stade doté d'un chauffage et d'un toit.
En 1983, Bud Grant annonce sa retraite après 17 ans comme entraîneur principal de la franchise.

#### 1984-1985: Transition difficile
Les Steckel, coordinateur défensif de la franchise depuis 1979, est choisi pour remplacer Bud Grant. La saison 1984 est catastrophique et se clôt sur le bilan de 3 victoires pour 13 défaites. C'est la pire saison de la franchise depuis sa création. Steckel est remercié à la mi-décembre. C'est Bud Grant qui, après avoir été contacté par le président Max Winter, sort de sa retraite et reprendre son ancien poste.
Le retour de Bud Grant permet de quelque peu redresser la situation la saison 1985 se terminant avec 7 victoires et 9 défaites. Il prend sa retraite à 58 ans.

### 1986 - 1991: Les années Jerry Burns
Jerry Burns est choisi pour le poste d'entraîneur principal. Il était alors coordinateur offensif pour les Vikings depuis 1968,.
Les débuts de Burns sont prometteurs avec une première saison avec 9 victoires et 7 défaites, il s'agit de la première saison positive depuis 4 ans. La prestation du QB Kramer est saluée, il obtient le meilleur ratio TD-INT de sa carrière avec 24 TD et 10 INT.
La saison 1987 est écourtée à la suite d'une grève des joueurs. Néanmoins, avec un bilan de 8 victoires et 3 défaites (transformé en 8-7 à cause de pénalités subies parce que la franchise avait utilisé d'autres joueurs pendant la grève), les Vikings retrouvent les séries éliminatoires pour la 13e fois de leur histoire. Malheureusement, l'aventure s'arrête en finale de conférence contre les Redskins au RFK Stadium à la suite d'une défaite 17 à 10,.
Jerry Burns ne se rapproche pas du Super Bowl une seconde fois malgré la présence de la franchise en séries éliminatoires lors des deux prochaines années.
En 1989, les Vikings remportent leurs premier titre de division depuis 9 ans. Il se classent cependant 5e et dernier de cette division la saison suivante. Max Winter, dernier cadre présent depuis la fondation de la franchise, quitte le conseil d'administration 2 ans après avoir quitté la présidence. Il est remplacé par Gerald Schwalbach.
Début décembre 1991, Jerry Burns annonce qu'il quittera son poste à l'issue de la saison.

### 1992 - 2001: La décennie Dennis Green
Dennis Green est nommé entraîneur principal après avoir été 3 années à la tête de l'équipe de football américain universitaire de Stanford.
Randy Moss est sélectionné lors de la draft 1998 de la NFL. Il va former avec Cris Carter l'un des meilleurs duos de receveur que la franchise aura connu.
Les Vikings échouent une fois de plus à retourner au Super Bowl en 1998. Au terme d'une saison avec 15 victoires pour une seule défaite, elle se qualifie pour la finale de conférence NFC mais est battue par Atlanta. Gary Anderson a la possibilité de botter un field goal en fin de match qui permettrait aux Vikings d'avoir une avance de 10 points. Le ballon frôle le montant gauche. Anderson n'avait pas raté de field goal depuis 2 ans à Denver en ayant réussi 122 consécutivement. Atlanta revient à égalité en moins de 2 minutes en inscrivant un touchdown. Les Vikings s'inclinent en prolongation 30 à 27 ce qui permet aux Falcons de disputer le Super Bowl XXXIII.
L'année 2001 connaît une tragédie lors du camp d'entraînement d'été à Mankato. L'OT Korey Stringer décède des suites d'une hyperthermie alors que la température de son corps est enregistré à 42 °C. Le Minnesota possède un climat sévère avec d'une part des hivers avec de fortes chutes de neige et une moyenne de −20 °C et d'autre part des étés chaud avec des pics de températures pouvant atteindre les 35 °C en juillet et en août.
Dennis Green est renvoyé à un match du terme de la saison. Mike Tice, alors entraîneur de la ligne offensive, le remplace pour le dernier match et la saison se clôt avec un bilan décevant de 5 victoires pour 11 défaites.
Entre 1992 et 2001, les Vikings ont gagné 4 titres de champion de la NFC Central et 2 titres de champion de conférence NFC.

### 2001 - 2005: Traversée du désert
Mike Tice est confirmé au poste d'entraîneur principal.
En 2002, la nouvelle franchise des Texans de Houston intègre la NFL entraînant un réarrangement des divisions. Tampa Bay quitte la NFC Central celle-ci devenant la NFC Nord.
La franchise avec Tice à sa tête va effectuer une véritable traversée du désert, atteignant la seconde place de la division de 2002 à 2005 et ne se qualifiant pour les séries éliminatoires qu'une seule fois en 2004 (défaite en match de division contre les Eagles de Philadelphie.
L'année 2005 est assez compliquée avec le rachat de la franchise par Zygi Wilf et le limogeage de Mike Tice à l'issue de la saison.

### 2006 - 2010: Un faux espoir
Le 6 janvier 2006, Zygi Wilf nomme Bradley Childress au poste d'entraîneur principal.
Sa première saison est décevante, avec 6 victoires et 10 défaites. Les Vikings se voient dès lors attribuer le 7e choix global de la draft 2007 et ils y sélectionnent le RB Adrian Peterson. Il inscrira son premier touchdown lors d'une screen pass de 60 yards.
Les Vikings renouent avec les séries éliminatoires après une absence de 4 saisons, puisqu'ils remportent leur premier titre de champion de division depuis la saison 2000. Ils perdent une nouvelle fois contre les Eagles de Philadelphie lors du match de wild card,. En 2009, Brett Favre signe un contrat de 2 ans avec les Vikings en provenance des Jets de New York. En 2008, il était revenu sur sa décision de prendre sa retraite prise alors qu'il jouait chez les Packers de Green Bay,.
En 2009, les Vikings remportent le titre de champion de leur division pour une deuxième année consécutive ce qui ne leur était plus arrivé depuis la série de 5 titres remportés entre 1973 et 1978. La saison s'arrête en finale de conférence NFC contre les Saints de La Nouvelle-Orléans après une défaite en prolongation sur le score de 31 à 28. Cette victoire des Saints survient alors que le scandale du Bountygate éclate, des joueurs étant suspectés d'avoir reçu des bonus financiers s'ils blessaient des joueurs adverses. Il s'est avéré plus tard que si un joueur des Saints blessait délibérément le QB Brett Favre, il aurait reçu une prime,.
Alors que la franchise fête ses 50 ans d'existence en 2010, le receveur Randy Moss revient chez les Vikings le 6 octobre à la suite d'un accord avec les Patriots. Malheureusement, son retour se passe mal, notamment avec l'entraîneur principal Brad Childress dont il demande le renvoi. Le 2 novembre, Moss est renvoyé tandis que Childress se fait congédier 20 jours plus tard après une défaite humiliante à domicile (3 à 31) contre les Packers. Leslie Frazier le remplace comme intérimaire.
Le 12 décembre 2010, pour la 5e fois en 28 ans, le toit du Metrodome se déchire et s'affaisse sous le poids de la neige, celle-ci recouvrant le terrain.

### 2011 - 2013: Les dernières années au Metrodome
Le 3 janvier, Frazier est désigné entraîneur principal. Sa première saison est une catastrophe, celle-ci se clôturant par un bilan de 3 victoires pour 13 défaites. Il s'agit de la pire saison depuis celle de 1984 laquelle s'était également terminée sur le même bilan.
Le bilan de la saison 2012 est une seconde place de division, 10 victoires pour 6 défaites et une qualification pour les séries éliminatoires obtenue grâce à la victoire 37 à 34 lors dernier match de la saison régulière contre les Packers, notamment grâce à une brillante prestation de RB Adrian Peterson (199 yards à la course). Les Vikings rencontrent de nouveau les Packers de Green Bay pour le match de wild card mais ils s'inclinent 24 à 10.
À l'issue de la saison 2013, l'entraîneur principal Frazier est remercié n'ayant obtenu qu'une seule saison positive lors des trois années passées à la tête de la franchise.

### Depuis 2014: Le début de l'ère de Mike Zimmer
Mike Zimmer, alors coordinateur défensif pour les Bengals, est nommé entraîneur principal des Vikings début janvier 2014.
La première saison de Zimmer n'est pas formidable, finissant avec un bilan de 7 victoires et 9 défaites. La franchise renoue avec le succès la saison suivante en s'emparant pour la première fois en 6 ans du titre de champion de la NFC Nord avec 11 victoires et 5 défaites. Néanmoins, les Vikings perdent leur premier match des séries éliminatoires contre les Seahawks sur le faible score de 10 à 9.
La saison 2016 est compliquée, le QB Teddy Bridgewater se blesse au genou durant les matchs de préparation. Les Vikings échangent leur choix de premier tour de la Draft 2017 contre QB Sam Bradford lequel livre de bonnes prestations inscrivant 20 TDs pour 5 INTs. La saison se termine avec 8 victoires pour autant de défaites.
Adrian Peterson semble sur le déclin alors qu'il doit répondre d'abus sur mineur à un procès. De ce fait, il n'a pu jouer qu'un seul match et n'est pas re-signé par les Vikings à l'issue de la saison 2016.
La situation se complique puisque QB Sam Bradford se blesse à son tour lors d'un entraînement pendant l'inter saison. Pour pallier cette défection, le 31 mars 2017, les vikings signent QB Case Keenum pour 1 an.
Les Vikings créent la surprise en finissant la saison 2017 avec 13 victoires pour 3 défaites. En séries éliminatoires, lors du match de division, ils reçoivent les Saints de La Nouvelle-Orléans. Ce match sonne comme un revanche de la finale de conférence 2009 connu sous l'affaire du bounty gate. Bien qu'ayant mené tout le match, les Vikings se font dépasser à 25 secondes du match à la suite d'un field goal réussi par les Saints (23-24). Il ne reste plus que 10 secondes de jeu et les Vikings se trouvent sur leur ligne des 39 yards. En 3e down, QB Case Keenum lance la balle vers WR Stefon Diggs lequel se trouve côté droit dans la zone permettant de tenter un field goal. Diggs réceptionne le ballon mais le FS adverse Marcus Williams rate son tackle ce qui permet à Diggs de transformer sa réception en touchdown de 61 yards. Sur la radio KFAN 100.3, le commentateur Paul Allen baptise ce jeu de Miracle de Minneapolis (Minneapolis Miracle (en)),, faisant référence au Miracle at the Met survenu 30 ans auparavant.
Le rêve de retourner au Super Bowl et d'être la première franchise à participer au Super Bowl à domicile se termine au tour suivant après la lourde défaite 7 à 37 à 7 chez les Eagles de Philadelphie.
Pendant l'inter saison, les Vikings créent la surprise en ne gardant aucun de ses trois quarterbacks. Ils signent QB Kirk Cousins en provenance des Redskins de Washington.
La saison 2018 est décevante avec un bilan de 8 victoires, 7 défaites et un nul. Les Vikings doivent gagner contre les Bears pour s'assurer une place en séries éliminatoires (même si une défaite combinée à une défaite des Eagles les qualifie également). Les Vikings perdent contre Chicago 24 à 10 tandis que les Eagles gagnent leur dernier match, mettant ainsi un terme à la saison des Vikings.
Au cours de cette saison, les WRs Diggs et Thielen ont réceptionné chacun pour un gain d'au moins 1 000 yards chacun, ce qui n'était plus arrivé depuis 18 ans et les prestations des WRs Cris Carter et Randy Moss en 2000.

## Palmarès

### Avant 1970
- Champion de l'ancienne NFL (1) : 1969 (avant la fusion des ligues NFL et AFL)
- Champion de conférence (1) : NFL Western 1969.
- Champion de division (2) : NFL Central 1968 et 1969.

### Après 1970
- Champion de conférence (3) : NFC 1973, 1974 et 1976
- Champion de division (19) : NFC Central 1970, 1971, 1973, 1974, 1975, 1976, 1977, 1978, 1980, 1989, 1992, 1994, 1998 et 2000 ; NFC Nord 2008, 2009, 2015, 2017 et 2022

### Super Bowl
- Super Bowl IV : défaite 7 - 23 face aux Chiefs de Kansas City.
- Super Bowl VIII : défaite 7 - 24 face aux Dolphins de Miami.
- Super Bowl IX : défaite 16 - 6 face aux Steelers de Pittsburgh.
- Super Bowl XI : défaite 32 - 14 face aux Raiders d'Oakland.

## Stades

### Metropolitan Stadium (de 1961 à 1981)
Les Vikings s'installent au Metropolitan Stadium au début des années 1960 en même temps que la franchise de baseball des Sénators de Washington actuellement dénommée les Twins du Minnesota.
Le premier match des Vikings a lieu le 10 septembre 1961.
Le stade est principalement destiné au baseball.

### Hubert H. Humphrey Metrodome (de 1982 à 2013)
La construction du stade débute en décembre 1979 pour se terminer deux ans et demi plus tard. Il accueille en avril 1982 les équipes de football américain des Vikings et des Golden Gophers du Minnesota ainsi que l'équipe de baseball des Twins du Minnesota. Il s'agit d'un stade rectangulaire modulable, pouvant évoluer d'une configuration baseball vers une configuration football. L'une de ses spécificités est son toit lequel est inspiré du Pontiac Silverdome de Détroit. Le toit en forme de dôme est composé de deux couches de toile contenant de l'air maintenu à une pression supérieure à l'air extérieur.
Le 12 décembre 2010, le toit s'affaisse et se déchire sous le poids de la neige bien qu'une inspection de la Metropolitan Sports Facilities Commission en avril 2010 ait estimé sa structure conforme pour une durée de quatre années supplémentaires.
Comme les Golden Gophers en 2008 et les Twins en 2009, les Vikings cherchent à changer de stade. Le projet relatif au futur stade (l'U.S. Bank Stadium) devant remplacer le Metrodome est accepté au mois de mai 2012.

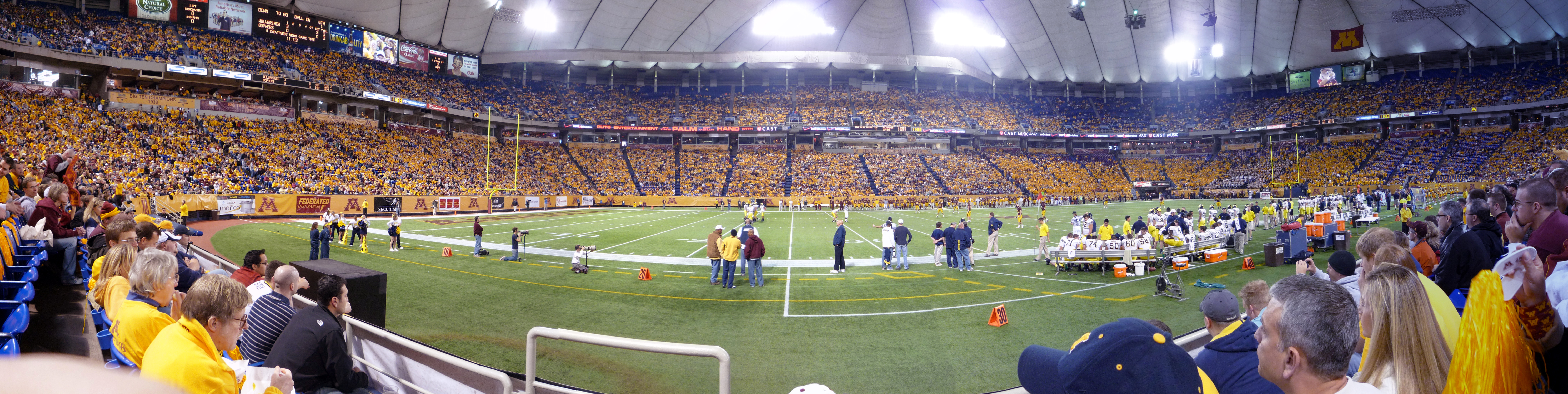
Vue intérieure du stade en 2008.
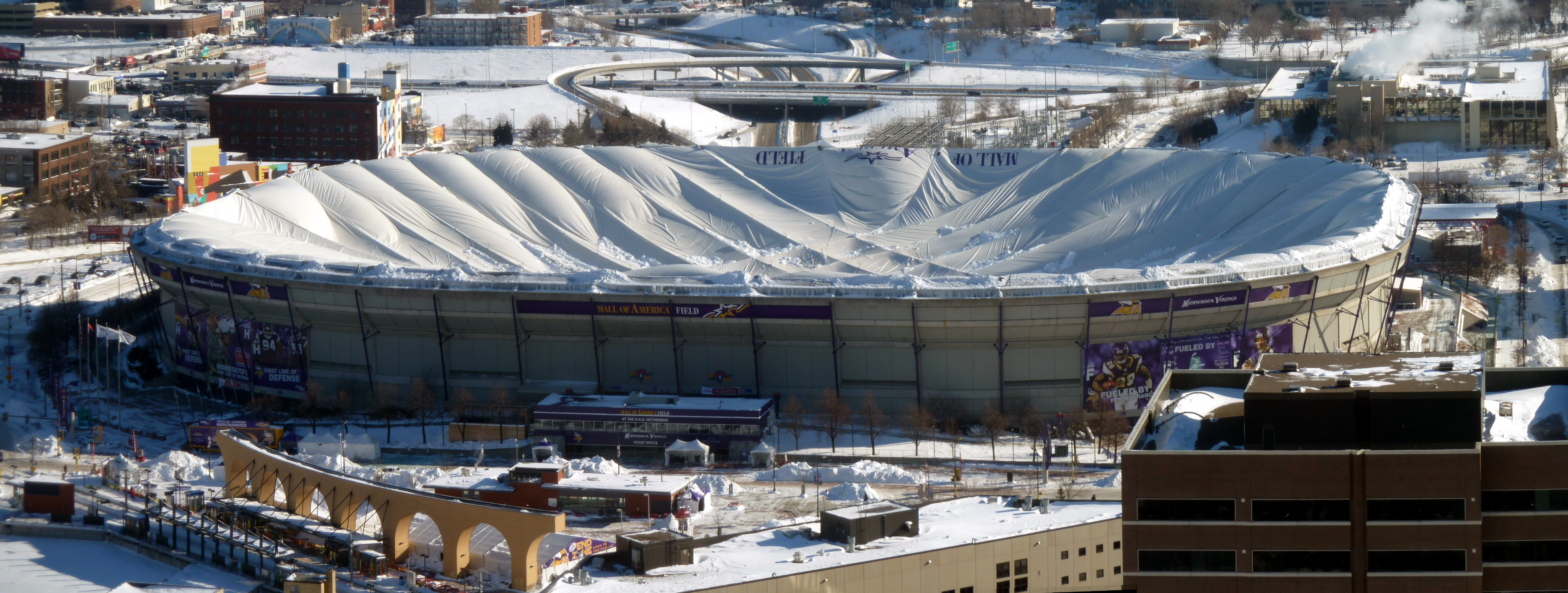
Le Metrodome après l'effondrement du toit en 2012.

### TCF Bank Stadium (2014 et 2015)
Entre la démolition du Metrodome et la construction de l'U.S. Bank Stadium, les Vikings déménagent vers le TCF Stadium.
Il s'agit d'un stade inauguré en 2009, propriété de l'université du Minnesota où évolue son équipe de football américain des Golden Gophers.

### U.S. Bank Stadium depuis 2016
Le nouveau stade est propriété de la franchise. Il est inauguré le 22 juillet 2016.
Son architecture rappelle les drakkars des vikings. Il possède un toit translucide et est surnommé la Cathédrale à cause de son design similaire à la Crystal Cathedral située dans le sud de la Californie,,.
Il est d'une taille deux fois supérieure au Metrodome et possède une capacité de 66 000 places.
Il a notamment accueilli le Superbowl LII.

## Image et identité

### Couleurs et maillots

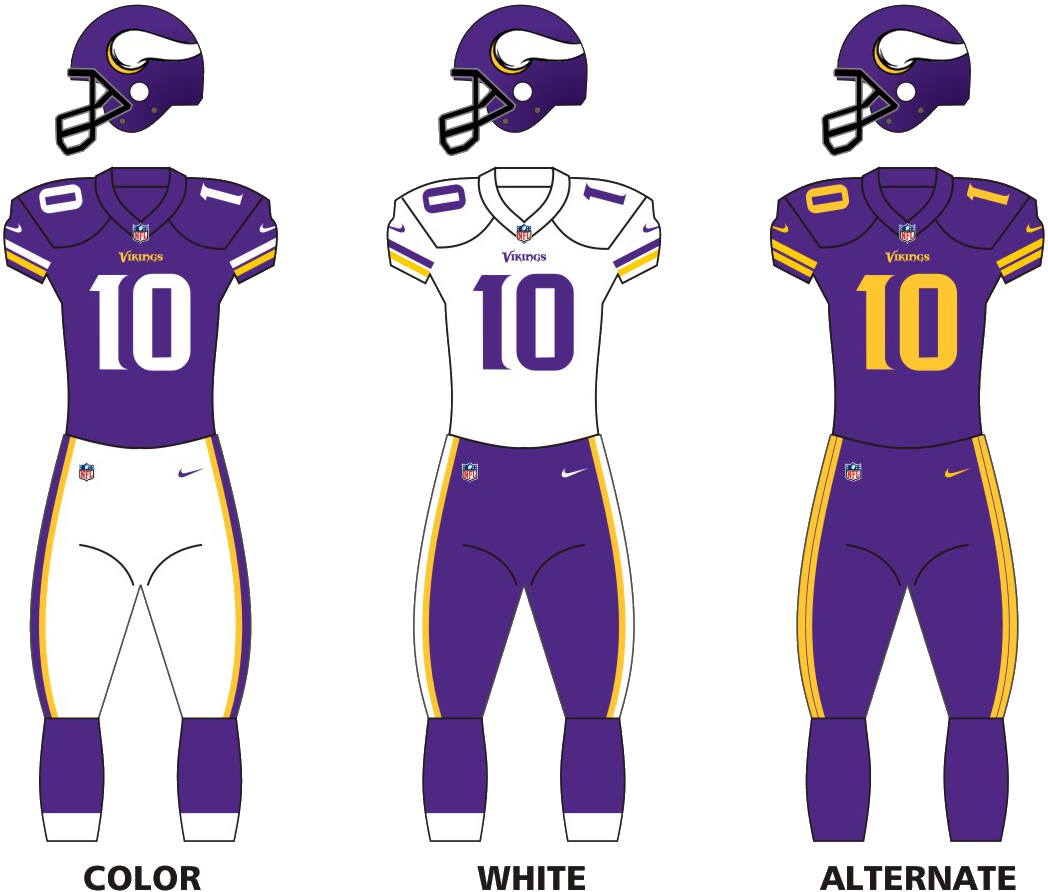
Vue des divers maillots des Vikings.

Le casque à cornes et les uniformes violet et or des Vikings ont été conçus par le caricaturiste du Los Angeles Examiner, Karl Hubenthal.
Depuis les débuts de l'équipe de 1961 à 1995, les logos et les uniformes des Vikings sont restés essentiellement les mêmes. Reflétant l'héritage culturel scandinave du Minnesota, l'un des deux logos principaux de l'équipe est constitué du profil d'un Homme du Nord blond (Northman), tandis que l'autre est constitué d'un cor blanc de Viking.
Le casque de l'équipe est violet avec un logo en forme de corne de Viking de chaque côté,. Chaque corne est soulignée en couleur or. Le logo de la corne est légèrement redessiné en 2006.
L'uniforme original était composé d'un pantalon blanc avec des garnitures couleur or et maillots soit violets ou blancs.
De 1962 to 1964, les Vikings portaient des pantalons mauves avec leurs maillots blancs (les Vikings, avec leur nouvel uniforme portent encore à l'occasion les pantalons mauves avec les décorations de couleurs jaunes et blanches). Avec un design unique parmi les équipes de football américain, les maillots blancs présentaient sur les épaules un motif à rayures complètement différent de la normale avec le mauve qui entourait la protection d'épaule. Ces épaules avec bandes uniques sur les maillots blancs ne sont apparues qu'en 1969, année qui coïncide à la première apparition des Vikings au Super Bowl. Au fil des ans, quelques changements mineurs furent apportés aux uniformes comme le changement de couleur du masque de protection qui passe du gris au blanc en 1980 et au mauve en 1985. En outre, le logo du Norseman est apposé sur les manches des maillots en 1996 ce qui a eu pour conséquence une réduction des bandes mauves. Les numéros appliqués sur les manches des maillots sont également cette année-là déplacés sur les épaules. Les Vikings porteront des chaussures noires jusqu'à ce que Les Steckel (en) devienne entraîneur principal en 1984. Ils imitent alors toutes les autres équipes de la NFL qui jouaient déjà avec des chaussures blanches. En 2006, les joueurs rechausseront des bottines noires pour la première fois depuis la saison 1983,.
Les Vikings vont peaufiner le logo du Norseman au niveau de l'ombrage, de la forme et au niveau de la base des cornes. Ils vont épaissir la moustache, le visage, raccourcir la tresse et rendre les tons dorés plus brillants. Le nouveau logo est révélé le 14 février 2013,. Le 28 mars, la franchise annonce que les nouveaux maillots seront présentés le 25 avril ce qui est fait à l'occasion de leur fête annuelle organisée à la suite de la Draft de la NFL. De 1969 jusque 1973, les Vikings ont utilisé un maillot alternatif mauve sans rayure pour les matchs sous fortes chaleurs,.
Les uniformes de l'équipe sont redessinés en 2006 pour la première fois de façon significative depuis la création de la franchise : même si les couleurs de l'équipe sont restées les mêmes, des lignes de coupe sont ajoutées aux épaules, aux manches extérieures et sur les côtés des maillots et des pantalons. De plus, le cornet sur le casque est légèrement plus défini. Le nouveau design comprend des pantalons blancs et violets. Les pantalons violets ne sont plus utilisés régulièrement depuis 2007, même s'ils sont utilisés à deux reprises en 2010.
L’équipe portera un brassard noir lors des quatre derniers matchs de la saison 1978 en mémoire de Jack "Jocko" Nelson, entraîneur adjoint décédé en cours de saison.
À diverses reprises, l'équipe a affiché sur son maillot des écussons commémoratifs soit :
- en 1969, pour les 50 ans de la NFL (comme les autres équipes) ;
- en 1985, pour les 25 ans de la franchise ;
- en 1989, en hommage à l’équipe de la saison 1969 :
- en 1994, pour les 75 ans de la NFL (comme les autres équipes) ;
- en 1995, pour les 35 ans de la franchise ;
- en 1999, en hommage à l’entraîneur adjoint Chip Myers décédé pendant la saison ;
- en 2000, pour les 40 ans de la franchise ;
- en 2001, en hommage à Korey Stringer ;
- en 2005, pour les 45 ans de la franchise.

Pendant les années 1960, les Vikings ont joué avec des pantalons mauves et les maillots blancs utilisés en déplacement. Le 11 octobre 1964, les Vikings reçoivent les Lions de Détroit au Metropolitan Stadium mais les Lions ont effectué le voyage avec leurs seuls maillots blancs. Les deux équipes débutent le match avec des maillots blancs mais pendant le second quart-temps, les Vikings sont autorisés à changer de maillots et se changent le long de la ligne de touche. Ils terminent ainsi leur match tout de mauve vêtus. Ils joueront à nouveau tout en mauve le 17 décembre 2007 (43 ans plus tard), à l'occasion du Monday Night Football contre les Bears de Chicago Bears mais cette fois de façon intentionnelle. ils remettent cela trois ans plus tard contre les Cardinals de l'Arizona, à domicile, le 7 novembre 2010.
The NFL instaure les uniformes Color Rush (en) pour les 32 équipes lors de la saison 2016, spécifiquement pour les matchs du jeudi soir. Les Vikings choisissent un uniforme entièrement mauve avec les numéros et les bandes du pantalon de couleur or. ls n'utiliseront cet uniforme qu'en 13e semaine à domicile contre les Cowboys de Dallas.

### Logo

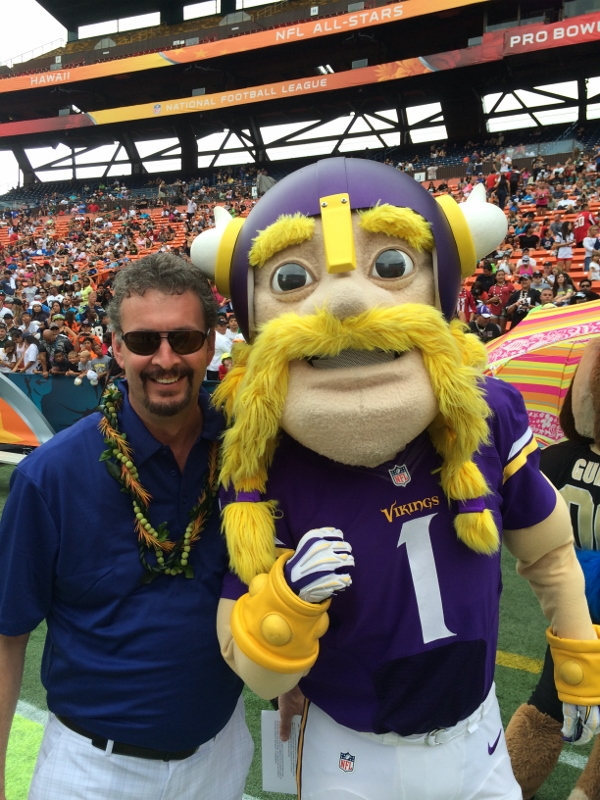
Alan Roach et Viktor au Pro Bowl 2014 à Hawaii

Le premier logo est également dessiné par Karl Hubenthal. Le logo est légèrement redessiné avant le début de la saison 2013.

Évolution du logo du club
1966-2012
Depuis 2013

### Mascotte
Durant la saison 2007, les Vikings ont introduit une nouvelle mascotte dans le but d'attirer les enfants. Nommé Viktor le Viking, il porte l'uniforme domicile de l'équipe avec le numéro 1. Il est coiffé d'un casque violet avec des cornes proéminentes et porte une longue moustache blonde.

## Traditions

### Chant de guerre
Le chant de guerre ("Fight Song") de la franchise est dénommé le "Skol, Vikings".
Créé en 1961, en même temps que la fondation du club, il est depuis chanté dès que les Vikings inscrivent un touchdown, un field-goal ou un safety,. Il est également chanté à la fin de chaque mi-temps et en cas de victoire.
| Paroles originales |
| --- |
| Skol Vikings, let's win this game, Skol Vikings, honor your name, Go get that first down, Then get a touchdown. Rock 'em . . .Sock em Fight! Fight! Fight! Fight! Go Vikings, run up the score, You'll hear us yell for more. . . V-I-K-I-N-G-S Skol Vikings, let's go! |

### Skol Chant
Lors de l'emménagement dans leur nouveau stade de l'US Bank Stadium, les Vikings ont introduit un nouveau chant : le "Skol Chant".
Il s'agit d'un dérivé du ''Clapping'', popularisé par l'équipe de football d'Islande lors de l'Euro 2016.
La franchise avait au préalable sollicité l'adhésion de la sélection islandaise afin de ne pas créer de problème.
Le Skol Chant est depuis joué avant chaque match.
Les supporteurs lèvent les bras en l'air et au rythme d'un immense tambour situé à côté du terrain, ils "applaudissent" tout en criant le mot "SKOL". À chaque "clap", le rythme augmente pour qu'au final il n'y ait plus que des applaudissements. La Gjallarhorn est entamé ensuite à la fin du clapping.
La nouvelle tradition a été inaugurée en présence d'une délégation venue d'Islande et composée de deux personnalités de ce pays, Aron Gunnarsson et Thor Björnsson.

### Gjallarhorn
La Gjallarhorn est une corne suspendue à côté de l'un des écrans de l'US Bank Stadium. Elle est activée par une personnalité avant chaque match à la fin du Skol Chant. Elle retentit de nouveau dès l'obtention d'un first down, d'un touchdown ou d'une action de jeu remarquable.

### Rivalités
Les Vikings possèdent trois principales rivalités :
- les Bears de Chicago
- les Lions de Détroit
- les Packers de Green Bay.

Les quatre équipes sont membres depuis 1960 des mêmes divisions, soit au début celle de la NFL Western, ensuite celle de la NFC Central et finalement depuis 2002, celle de la NFC Nord.
Une certaine animosité est ressentie lors des matchs disputés contre les Saints de la Nouvelle Orléans depuis le scandale du Bountygate en 2009.

## Infrastructure

### Winter Park 1981 - 2017
Le 15 mai 1981, les Vikings déménagent dans un nouveau complexe sportif où se trouvent désormais les bureaux et le complexe d'entraînement. Ce complexe est dénommé le Winter Park, en hommage à Max Winter, président de la franchise de 1964 à 1987.
Le complexe possède trois terrains d'entraînement dont un couvert. Il s'avère que le toit situé à une hauteur de 20 mètres est trop près du sol ce qui pose un problème pour les entraînements des punters et kickers.
Après 35 ans, le complexe est devenu vétuste et inadapté pour les 200 employés de la franchise. Après le rachat de la franchise par la famille Wilf, les Vikings quittent le Winter Park le 28 février 2018.

### TCO Performance center depuis 2017
Les Vikings emménagent au TCO Center le 5 mars 2018. Le complexe moderne est équipe entre autres d'un terrain d'entraînement couvert avec un toit situé à une hauteur de 28 m. Le complexe abrite également un stade de 5 000 places pour des matchs de football américain entre lycéens. Le Training Camp des Vikings s'y déroule également.
Le 25 juillet, le musée de la franchise est inauguré. Il abrite les moments importants vécus par les franchises pendant ses 60 années d'existence. L'équipement de certains grands joueurs y est exposé.

## Saison par saison
| Saison | Vic.                                         | Déf.                                         | Nuls                                         | Classement                                                          | Séries éliminatoires |
| ------ | -------------------------------------------- | -------------------------------------------- | -------------------------------------------- | ------------------------------------------------------------------- | --- |
| 1961   | 3                                            | 11                                           | 0                                            | 7e West                                                             | -- |
| 1962   | 2                                            | 11                                           | 1                                            | 6e West                                                             | -- |
| 1963   | 5                                            | 8                                            | 1                                            | 4e West                                                             | -- |
| 1964   | 8                                            | 5                                            | 1                                            | 2e West                                                             | -- |
| 1965   | 7                                            | 7                                            | 0                                            | 5e West                                                             | -- |
| 1966   | 4                                            | 9                                            | 1                                            | 6e West                                                             | -- |
| 1967   | 3                                            | 8                                            | 3                                            | 4e Central                                                          | -- |
| 1968   | 8                                            | 6                                            | 0                                            | 1er Central                                                         | Défaite en séries éliminatoires (Colts de Baltimore) 24-14 |
| 1969   | 12                                           | 2                                            | 0                                            | 1er Central                                                         | Défaite au Super Bowl IV (Chiefs de Kansas City) 23-7 |
| 1970   | 12                                           | 2                                            | 0                                            | 1er NFC Central                                                     | Défaite en séries éliminatoires (division) (49ers de San Francisco) 17-14                                                                                         |
| 1971   | 11                                           | 3                                            | 0                                            | 1er NFC Central                                                     | Défaite en séries éliminatoires (division) (Cowboys de Dallas) 20-12                                                                                              |
| 1972   | 7                                            | 7                                            | 0                                            | 3e NFC Central                                                      | -- |
| 1973   | 12                                           | 2                                            | 0                                            | 1er NFC Central                                                     | Défaite au Super Bowl VIII (Dolphins de Miami) 24-7 |
| 1974   | 10                                           | 4                                            | 0                                            | 1er NFC Central                                                     | Défaite au Super Bowl IX (Steelers de Pittsburgh) 16-6 |
| 1975   | 12                                           | 2                                            | 0                                            | 1er NFC Central                                                     | Défaite en séries éliminatoires (division) (Cowboys de Dallas) 17-14                                                                                              |
| 1976   | 11                                           | 2                                            | 1                                            | 1er NFC Central                                                     | Défaite au Super Bowl XI (Raiders d'Oakland) 32-14 |
| 1977   | 9                                            | 5                                            | 0                                            | 1er NFC Central                                                     | Défaite en finale de conférence NFC (Cowboys de Dallas) 23-6 |
| 1978   | 8                                            | 7                                            | 1                                            | 1er NFC Central                                                     | Défaite en séries éliminatoires (division) (Rams de Los Angeles) 34-10                                                                                            |
| 1979   | 7                                            | 9                                            | 0                                            | 3e NFC Central                                                      | -- |
| 1980   | 9                                            | 7                                            | 0                                            | 1er NFC Central                                                     | Défaite en séries éliminatoires (division) (Eagles de Philadelphie) 31-16                                                                                         |
| 1981   | 7                                            | 9                                            | 0                                            | 4e NFC Central                                                      | -- |
| 1982   | 5                                            | 4                                            | 0                                            | 4e NFC Conf.                                                        | Défaite au second tour des séries éliminatoires (Redskins de Washington) 21-7                                                                                     |
| 1983   | 8                                            | 8                                            | 0                                            | 4e NFC Central                                                      | -- |
| 1984   | 3                                            | 13                                           | 0                                            | 5e NFC Central                                                      | -- |
| 1985   | 7                                            | 9                                            | 0                                            | 3e NFC Central                                                      | -- |
| 1986   | 9                                            | 7                                            | 0                                            | 2e NFC Central                                                      | -- |
| 1987   | 8                                            | 7                                            | 0                                            | 2e NFC Central                                                      | Défaite en finale de conférence NFC (Redskins de Washington) 17-10                                                                                                |
| 1988   | 11                                           | 5                                            | 0                                            | 2e NFC Central                                                      | Défaite en séries éliminatoires (division) (49ers de San Francisco) 34-9                                                                                          |
| 1989   | 10                                           | 6                                            | 0                                            | 1er NFC Central                                                     | Défaite en séries éliminatoires (division) (49ers de San Francisco) 41-13                                                                                         |
| 1990   | 6                                            | 10                                           | 0                                            | 5e NFC Central                                                      | -- |
| 1991   | 8                                            | 8                                            | 0                                            | 3e NFC Central                                                      | -- |
| 1992   | 11                                           | 5                                            | 0                                            | 1er NFC Central                                                     | Défaite en séries éliminatoires (wild card) (Redskins de Washington) 24-7                                                                                         |
| 1993   | 9                                            | 7                                            | 0                                            | 2e NFC Central                                                      | Défaite en séries éliminatoires (wild card) (Giants de New York) 17-10                                                                                            |
| 1994   | 10                                           | 6                                            | 0                                            | 1er NFC Central                                                     | Défaite en séries éliminatoires (wild card) (Bears de Chicago) 35-18                                                                                              |
| 1995   | 8                                            | 8                                            | 0                                            | 4e NFC Central                                                      | -- |
| 1996   | 9                                            | 7                                            | 0                                            | 2e NFC Central                                                      | Défaite en séries éliminatoires (wild card) (Cowboys de Dallas) 40-15                                                                                             |
| 1997   | 9                                            | 7                                            | 0                                            | 4e NFC Central                                                      | Défaite en séries éliminatoires (division) (49ers de San Francisco) 38-22                                                                                         |
| 1998   | 15                                           | 1                                            | 0                                            | 1er NFC Central                                                     | Défaite en finale de conférence NFC (Falcons d'Atlanta) 30-27 |
| 1999   | 10                                           | 6                                            | 0                                            | 2e NFC Central                                                      | Défaite en séries éliminatoires (division) (Rams de Saint-Louis) 49-37                                                                                            |
| 2000   | 11                                           | 5                                            | 0                                            | 1er NFC Central                                                     | Défaite en finale de conférence NFC (Giants de New York) 41-0 |
| 2001   | 5                                            | 11                                           | 0                                            | 4e NFC Central                                                      | -- |
| 2002   | 6                                            | 10                                           | 0                                            | 2e NFC North                                                        | -- |
| 2003   | 9                                            | 7                                            | 0                                            | 2e NFC North                                                        | -- |
| 2004   | 8                                            | 8                                            | 0                                            | 2e NFC North                                                        | Défaite en séries éliminatoires (division) (Eagles de Philadelphie) 27-14                                                                                         |
| 2005   | 9                                            | 7                                            | 0                                            | 2e NFC North                                                        | -- |
| 2006   | 6                                            | 10                                           | 0                                            | 4e NFC North                                                        | -- |
| 2007   | 8                                            | 8                                            | 0                                            | 2e NFC North                                                        | -- |
| 2008   | 10                                           | 6                                            | 0                                            | 1er NFC North                                                       | Défaite en séries éliminatoires (wildcard) (Eagles de Philadelphie) 26-14                                                                                         |
| 2009   | 12                                           | 4                                            | 0                                            | 1er NFC North                                                       | Défaite en finale de conférence NFC (Saints de La Nouvelle-Orléans) 31-28 (OT)                                                                                    |
| 2010   | 6                                            | 10                                           | 0                                            | 4e NFC North                                                        | -- |
| 2011   | 3                                            | 13                                           | 0                                            | 4e NFC North                                                        | -- |
| 2012   | 10                                           | 6                                            | 0                                            | 2e NFC North                                                        | Défaite en séries éliminatoires (wild card) (Packers de Green Bay) 24-10                                                                                          |
| 2013   | 5                                            | 10                                           | 1                                            | 4e NFC North                                                        | -- |
| 2014   | 7                                            | 9                                            | 0                                            | 3e NFC North                                                        | -- |
| 2015   | 11                                           | 5                                            | 0                                            | 1er NFC North                                                       | Défaite en séries éliminatoires (wild card) (Seahawks de Seattle) 10-9                                                                                            |
| 2016   | 8                                            | 8                                            | 0                                            | 3e NFC North                                                        | -- |
| 2017   | 13                                           | 3                                            | 0                                            | 1er NFC North                                                       | Défaite en finale de conférence NFC (Eagles de Philadelphie) 38-7                                                                                                 |
| 2018   | 8                                            | 7                                            | 1                                            | 2e NFC North                                                        | -- |
| 2019   | 10                                           | 6                                            | 0                                            | 2e NFC North                                                        | Victoire en séries éliminatoires (wild card) (Saints de La Nouvelle-Orléans) 26-20 (ET) Défaite en séries éliminatoires (division) (49ers de San Francisco) 10-27 |
| 2020   | 7                                            | 9                                            | 0                                            | 3e NFC North                                                        | -- |
| 2021   | 8                                            | 9                                            | 0                                            | 2e NFC North                                                        | -- |
| 2022   | 13                                           | 4                                            | 0                                            | 1er NFC North                                                       | Défaite en séries éliminatoires (wild card) (Giants de New York) 24-31                                                                                            |
| 2023   | 7                                            | 10                                           | 0                                            | 3e NFC North                                                        | -- |
| 2024   | 14                                           | 3                                            | 0                                            | 2e NFC North                                                        | Défaite en séries éliminatoires (wild card) (Rams de Los Angeles) 9-27                                                                                            |
| 2025   | Ne rien indiquer avant la fin de saison 2025 | Ne rien indiquer avant la fin de saison 2025 | Ne rien indiquer avant la fin de saison 2025 | Ne rien indiquer avant la fin de saison 2025                        | Ne rien indiquer avant la fin de saison 2025 |
| Totaux | 537                                          | 438                                          | 11                                           | Saison régulière (21 titres de division, 4 titres de conférence)    | Saison régulière (21 titres de division, 4 titres de conférence)                                                                                                  |
| Totaux | 21                                           | 32                                           | -                                            | Séries éliminatoires                                                | Séries éliminatoires |
| Totaux | 558                                          | 470                                          | 11                                           | Saison régulière + séries éliminatoires (1 titre NFL, 0 Super Bowl) | Saison régulière + séries éliminatoires (1 titre NFL, 0 Super Bowl)                                                                                               |

## Dans la culture populaire
Originaire du Minnesota, Marshall Eriksen, un des personnages principaux de la série How I Met Your Mother, se déclare être, comme toute sa famille, un grand supporter des Vikings. Dans l'épisode Little Minnesota de cette série, le personnage de Marshall fait découvrir à Robin qui souffre du mal du pays, un bar centré sur le Minnesota. La décoration du bar est essentiellement composée d'articles de merchandising en référence à la franchise. De plus, la majorité des figurants portent un maillot aux couleurs des Vikings. Le personnage de Marshall raconte à Robin comment son père a vécu la défaite en final de conférence 1998 alors qu'un field goal en fin de prolongation aurait dû envoyer les Vikings au Superbowl XXXIII. Robin doit ensuite prouver qu'elle est effectivement originaire du Minnesota en citant le nom du kicker de ce match. Elle échoue (elle cite Richard Turkington en lieu et place de Gary Anderson) et se fait exclure du bar.